# Cap Sounion
Pour les articles homonymes, voir Cap Colonna (homonymie).
 (mai 2017).
Si vous disposez d'ouvrages ou d'articles de référence ou si vous connaissez des sites web de qualité traitant du thème abordé ici, merci de compléter l'article en donnant les références utiles à sa vérifiabilité et en les liant à la section « Notes et références ».
Le cap Sounion (en grec ancien Ἄκρον Σούνιον / Ákron Soúnion ; en grec moderne Aκρωτήριο Σούνιο / Akrotírio Súnio ou Κάβο κολώνες / Kávo kolónes ou Καβοκολώνες / Kavokolones ; en latin Sunium promontorium, en vénitien Capo Colonne ; appelé cap Colonna avant le XXe siècle) est un cap de Grèce qui s'avance à 45 kilomètres au sud-est d’Athènes dans la mer Égée et qui constitue l'extrémité de l'Attique. Sa renommée lui vient surtout des ruines d'un temple dédié à Poséidon. Il est classé parmi les parcs nationaux de Grèce.
La première mention du cap dans la littérature antique remonte à l’Odyssée (III, 278), qui parle du « Sounion, le saint cap d'Athènes » (Σούνιον ἱρὸν […] ἄκρον Ἀθηνέων / Soúnion hiròn […] ákron Athênéôn). Les esclaves fugitifs, venant des mines du Laurion, s’y réfugient dès le VIIIe siècle av. J.-C. Le cap est fortifié en 413 av. J.-C. pour protéger l’approvisionnement en blé d’Athènes.
À quelques centaines de mètres du temple de Poséidon, se trouvent les ruines d'un sanctuaire dédié à Athéna, dont les ruines ont été réutilisées dès l'époque antique.

## Temple de Poséidon

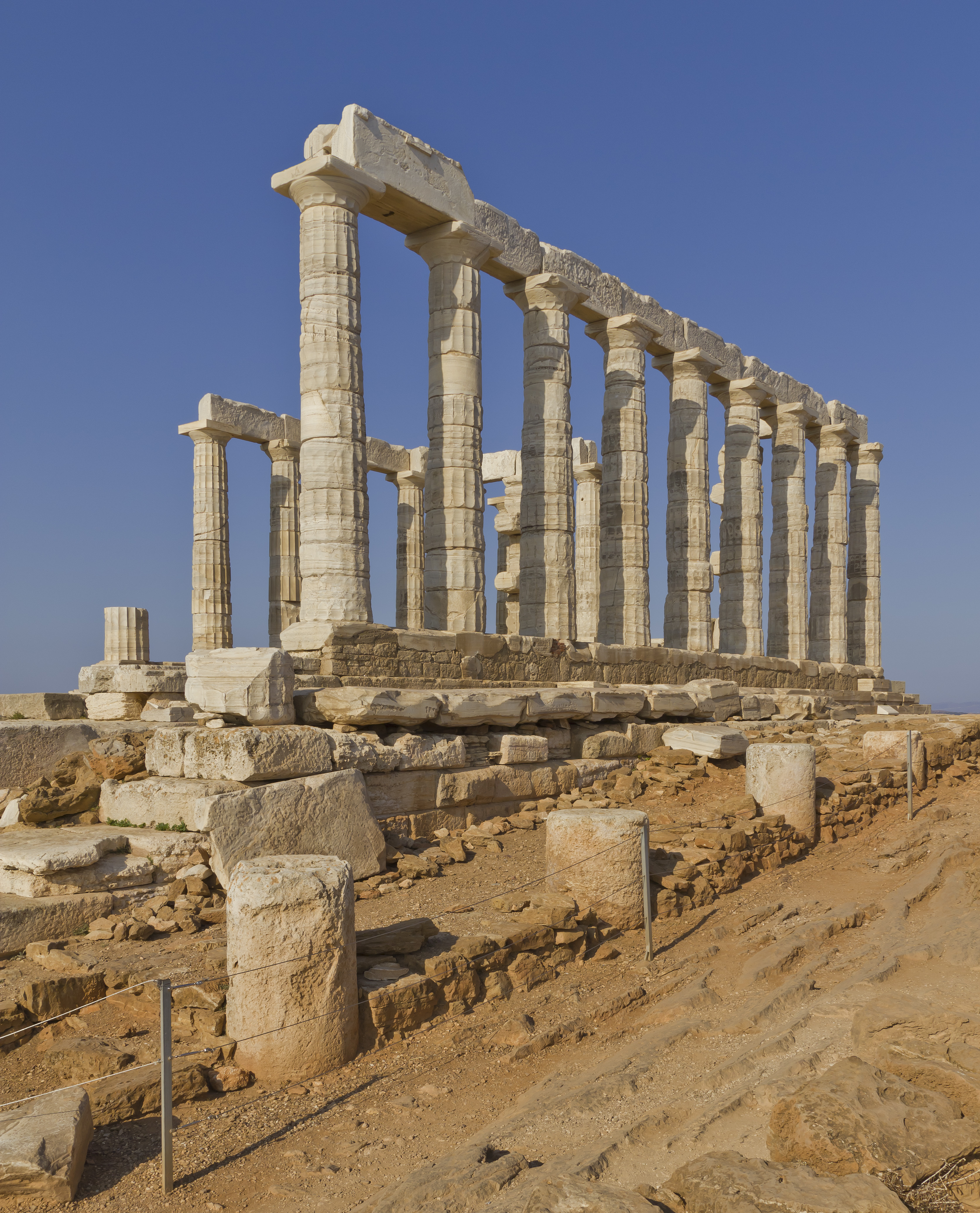
Le temple de Poséidon.

Homère appelait le cap Sounion « le promontoire sacré d'Athènes » et les marins y invoquaient le dieu de la Mer.
Les ruines du temple de Poséidon, bâti au milieu du Ve siècle av. J.-C. surplombent la mer d'une hauteur de près de 60 mètres. Les colonnes du temple mesurent  6,10 mètres de haut, pour un diamètre de 1 mètre à la base et 79 centimètres au sommet. Leurs cannelures, moins nombreuses que d’habitude (16 au lieu de 20), ont été étudiées pour résister à l’action de l’air salin. Le poète anglais Lord Byron grava son nom sur l’une de ces colonnes.

## Légende
Lors d'une fête à Athènes, les dieux organisèrent un concours pour savoir lequel d'entre eux serait le protecteur de la ville. Poséidon, dieu des mers, frappa un rocher de son trident. De cette faille, jaillit l'eau salée. Athéna créa l'olivier, symbole de paix qui plus tard deviendra son emblème. Toutes les femmes athéniennes votèrent pour Athéna et tous les hommes pour Poséidon. Les femmes étant plus nombreuses que les hommes, ce fut Athéna qui devint la protectrice d'Athènes. Alors Poséidon inonda la campagne environnante sous le coup de la fureur, jusqu'à ce que Zeus trouve un arrangement : Poséidon obtint ainsi un temple au cap Sounion.
Le cap Sounion est souvent cité comme le lieu d’où Égée se serait jeté à la mer, qui porte maintenant son nom, pensant que son fils Thésée avait échoué face au Minotaure. Toutefois, aucun auteur antique ne le cite nommément.
La coutume grecque antique voulait qu'en passant devant le Cap Sounion, le capitaine d'un navire fasse une offrande à Poséidon ; ainsi Pythéas le Massaliote la mentionne (dans son Journal de bord) :

« En passant sous le Cap Sounion, j'ai sacrifié à Poséidon comme il se doit deux amphores de vin de Séon que j'ai brisées sous les falaises qui portent son splendide temple »

## Parc national
C'est un parc forestier créé en 1974, qui possède une zone centrale de 750 hectares et une zone périphérique de 2 750 hectares. Il est adjacent au site archéologique et se trouve à seulement 50 km d'Athènes. Les importants vestiges d'anciennes mines et ateliers de l'époque historique, l'abîme "Chaos" qui est un monument naturel et les fossiles d'espèces botaniques qui n'existent pas aujourd'hui dans la région présentent un intérêt historique, géologique et paléontologique particulier. Des anciennes carrières a été extrait le marbre avec lequel le temple de Poséidon et le sanctuaire d'Athéna Souniada ont été construits.
La majeure partie de la forêt est constituée de pins d'Alep, d'arbustes (houx, aulne, épicéa) et de plantes herbacées (thym, aphanes, etc.). La faune n'est pas particulièrement riche. Mis à part le renard, il n'y a pas de grands mammifères. La faune aviaire est représentée par des espèces communes (hiboux, pinsons, etc.), mais la zone est un passage pour les oiseaux migrateurs.
La zone forestière est facilement accessible depuis les nombreuses routes forestières qui ont été ouvertes afin de faire face aux risques d'incendies.

## Dans la culture populaire

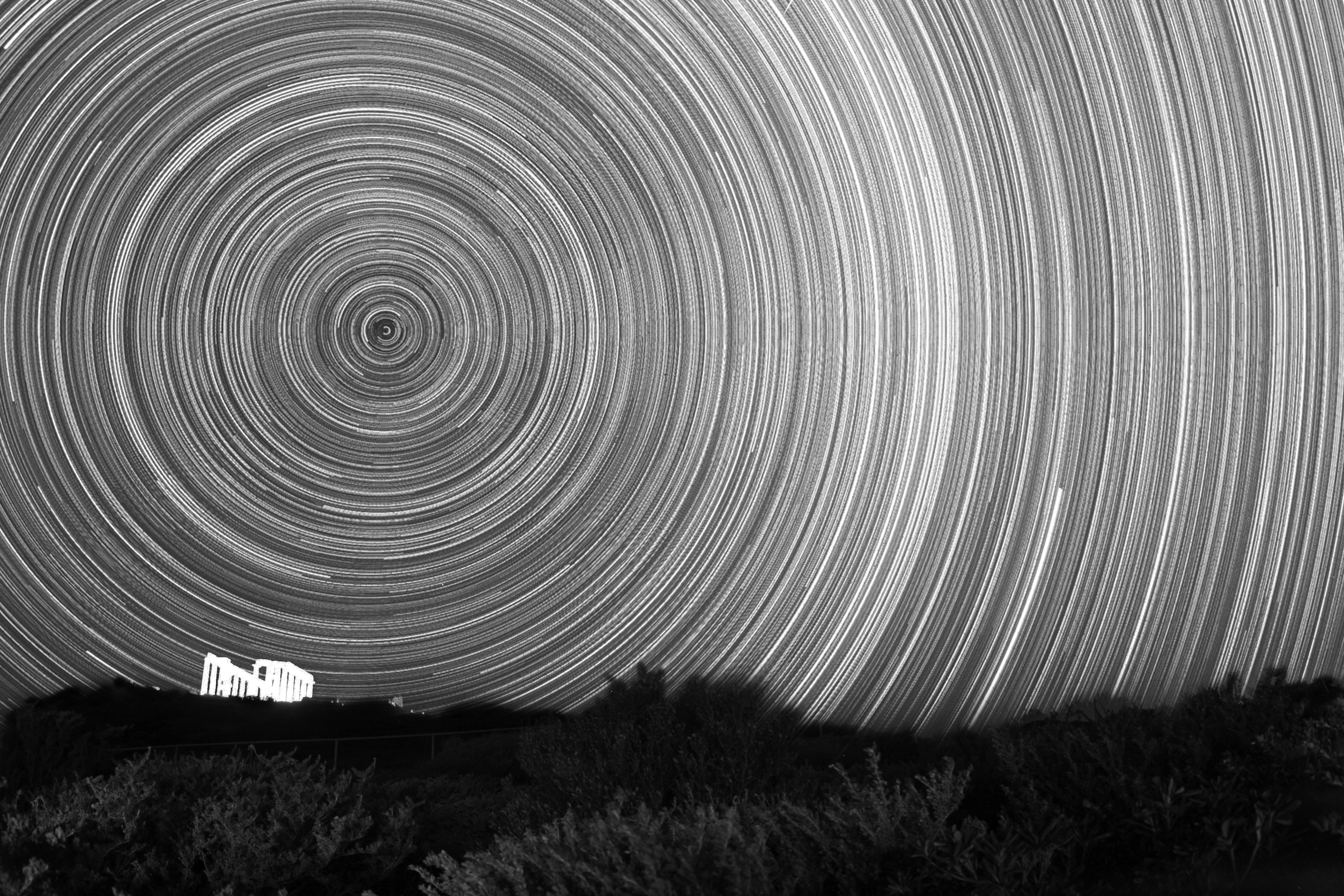
Le temple de Poséidon avec filé d'étoiles

Le lieu apparaît dans le manga Saint Seiya : une première fois dans l'arc Poséidon une seconde fois dans l'arc Omega - Pallas. Le lieu désigne une prison fictive au niveau de la mer où sont enfermés les saints n'ayant pas juré fidélité à Athéna, ou les ennemis de cette dernière. Pour se sortir de cette prison soumise aux marées, la légende relate que seul le pouvoir d'un dieu le permet. Actuellement seules les identités de deux prisonniers ont été révélées.